# بيانات أساسية مكانية
البيانات الأساسية المكانية (بالإنجليزية: Spatial base data)‏هي البيانات الصادرة عن هيئة المساحة الحكومية (الرسمية)و التي تحوي وصفاً للمنطقة كطبوغرافية الأراضي و الأبنية و كذلك الحدود الإدارية و المسطحات المائية و الطرق.
تشكل البيانات الأساسية المكانية مع البيانات الموضوعية المكانية الأساس في بنية البيانات المكانية.